# British Berna Motor Lorries
Die British Berna Motor Lorries, Ltd. war ein britischer Nutzfahrzeughersteller.
Schweizer Berna-LKW und -Busse wurden seit 1906 im Vereinigten Königreich verkauft. Die erste Vertriebsorganisation war Straker and MacConnell, im gleichen Jahr reorganisiert als Straker and MacConnell (1906) Ltd mit Sitz an 44, Pall Mall, London W. Das Unternehmen vertrat außerdem die italienischen Marken Rapid (Automobile) und Bianchi (Fahrräder, Motorräder, Automobile) sowie den französischen Hersteller Lacoste & Battmann (Voiturettes). Es bestand kein Bezug zu Straker-Squire.
British Berna Motor Lorries, Ltd. wurde 1913 als Tochtergesellschaft von Henry Watson & Sons, Newcastle upon Tyne gegründet. Diese Muttergesellschaft, eine Metallgießerei, stellte seit den 1840er Jahren Maschinen, Schiffsausrüstung (Wasserfilter), Pumpen, Ventile und andere Industrieprodukte her.
Abnehmer für British Berna LKW mit 2½ und 5 sh. tn. Nutzlast war auch die britische Armee, die im Ersten Weltkrieg neben 591 Berna aus Olten (Aargau, Schweiz) auch etwa 300 British Berna einsetzte. Nach dem Krieg waren für kurze Zeit britische LKW mit 3½ und 4½ tn erhältlich.
Im Allgemeinen werden für das Produktionsende 1917 oder 1918 genannt. Dies scheint sich aber nur auf den Produktionsstandort in Kensington zu beziehen; British Berna sind bis 1920 belegt. Sie wurden gemeinsam mit dem Schweizer Berna beworben, was nahelegt, dass Henry Watson & Sons auch den Import des Schweizer Lastwagens innehatte. Zur Produktionseinstellung des British Berna konnte kein exaktes Datum festgestellt werden. Wahrscheinlich wurde er einfach zugunsten des Watson-LKW aufgegeben, der ab 1918 belegt ist und für den nach Kriegsende in Guildford neue Anlagen entstanden. Watson Lorries wurden bis Ende der 1920er Jahre hergestellt. Ab 1922 war ein LKW mit 6 tn Nutzlast und 6,5 Liter-Motor das schwerste Modell im Angebot.